# 多治見市土岐川観察館
多治見市土岐川観察館（たじみしときがわかんさつかん）は、岐阜県多治見市にある公共施設。

## 概要
土岐川の河川環境の保全を図ることを目的とする施設であり、そのために土岐川に関する様々な事業（自然及び文化に関する学習、市民団体の交流、土岐川に関する情報の提供及び収集、土岐川の自然及び文化に関する調査及び研究など）を行っている。
2002年（平成14年）、多治見市前畑町に開館。多治見市民病院の改築のため移転することになり、2009年（平成21年）10月28日に現在地に新築移転した。多治見市、国土交通省による「土岐川水辺の楽校」の拠点でもある。
土岐川に関する展示、講座、調査の他、多治見市の自然に関する展示、イベント、講座、調査（自然観察、バードウォッチング、植物、昆虫、気象、天文など）も行っている。

## 施設概要
- 自然展示室
  - 土岐川に生息する生物を展示。在来種のオイカワ、フナ、ドンコ、ドジョウ、カワムツ、ヌマムツ、スッポンなどの他、国外外来種のブルーギル、オオクチバス、ミシシッピアカミミガメなどもいる。
- 河川資料室
- ビオトープ

## 利用案内
- 所在地：岐阜県多治見市平和町6丁目84-3
- 開館時間：10:00 - 17:00
- 休館日：毎週月曜日（月曜日が祝日の場合火曜日）、年末年始

## 交通アクセス

### 公共交通機関
- JR中央本線・太多線 多治見駅下車、徒歩で約20分。
- ききょうバス：坂上ルート「平和町5・土岐川観察館前」バス停より徒歩ですぐ。

### 自動車
- 中央自動車道 多治見インターチェンジから車で約10分。

## 周辺施設
- 多治見市立昭和小学校
- 多治見市民病院
- 土岐川
  - 国長橋
  - 陶都大橋